# FC 세바스토폴

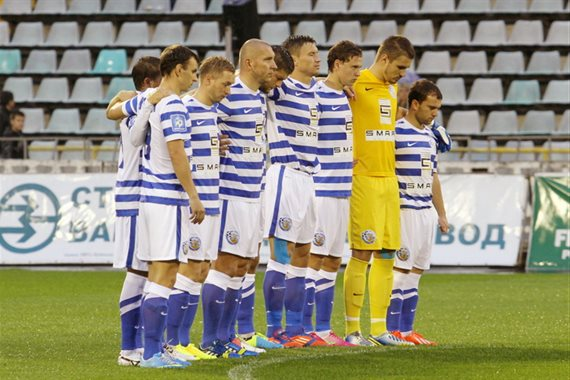

FC 세바스토폴(우크라이나어: ФК «Севастополь», 영어: FC Sevastopol)은 세바스토폴을 연고로 하던 우크라이나의 축구 클럽이다. 2014년 러시아의 크림반도 병합으로 인해 해체 되었다. 러시아에서는 FC SKChF 세바스토폴으로 재창단 하였다.

## 성적
- 우크라이나 1부 리그 2회 우승 (2009-10, 2012-13)
- 우크라이나 2부 리그 1회 우승 (2006-07)